# 黑材料
黑材料本义既是指记录着某人罪行、错误和污点的文件，又指领导人或其他人暗地以非法手段，恶意地收集或编造别人的不慎言行乃至罪行的记录，可以用来指控和迫害人。广义的说，本人或者别人所写的思想汇报、会议发言、大字报、检查、日记、通信、个人档案等等，都可以成为“黑材料”的构件。量上不断积累起来的材料自身便会发生匪夷所思的质的异化：即使此时此地没有问题的言行，到彼时彼地就可能成了问题——在政治运动频繁、主题多样、政策多边的时候，尤其如此。

## 文革用字
在文革中，它最初特指1966年6、7月向学校派驻工作组时搜集的指定运动对象的材料。感到运动危机的当权派本能地运用收集、整理材料的武器对付潜在的造反对象。毛泽东下令驱逐工作组，这些材料（排队统计表格、大字报抄件、会议记录、简报）被定性为“黑材料”，并要求予以销毁。后来逐渐泛化为统称历次政治运动中，暗中整理的个人或群众组织有关政治、思想、言行、生活等方面的材料，也包括图书馆的历史资料（书籍、报刊）和敌特档案等。
这类材料有本人自述交待被引申、附会、歪曲了的，有屈从于强大压力用无限上纲、凭空捏造等手法，编造出来以求过关自保的假话，有第三者向上级反映的某人有越轨言行（私人信件、私人交谈亦被搜罗其中）、历史污点的材料，有历次政治运动填写的个人履历表格、评定记载，或者是这些材料的规纳整理。这类材料的整理意图本来就多出于领导收益，往往能引起他们的格外重视，但多半由于“事出有因，查无实据”，只能悬置起来，却又被塞进了档案袋，成为下一次政治运动寻找阶级斗争对象，与新的运动需要、斗争主题对位的根据。这些材料有的来自单位内部，有的来自公安部门。由于官方档案制度的完备，它会跟随当事人终生，因此极具杀伤力、威慑力。政工部门的权力不仅在于其职权定位是专司人事管理的，而且还在于掌握了档案材料。
对文字信息的占有权、处置权，是领导人其他权力的基础、一切权力的关键，而1966年以前中国社会主义制度下的各级领导人，随其官僚化、脱离群众、滥用权力的程度不同，也不同程度地把档案材料、涉及群众言行的各种文字记录，当作是管制和驯服群众的有效工具。在毛泽东经由中共中央的授权下，受迫害群众要求平反、恢复名誉，而领导人则要捍卫其治理权的神经中枢——对官方文件的垄断权。
在以阶级斗争观点看待、分析一切的年代，黑材料就可以整倒一个人，即使整不倒也足以使他被打入另册，导致当事人不被信任、不被重用。1966年10月这些材料已经成为开展文革的障碍（群众怕运动后期“秋后算帐”而畏首畏尾），中央军委《关于军队院校无产阶级文化大革命的紧急指示》说：“凡是运动初期被校党委和工作组打成所谓‘反革命’、‘反党分子’、‘右派分子’、‘假左派、真右派’的同志，应宣布一律无效，予以平反并当众恢复名誉，个人被迫写的检讨材料，应全部交还本人处理。党委或工作组及别人整理的整他们的材料，应和群众商量处理办法。经过群众和被整的人同意，也可以当众销毁。”销毁黑材料的计划，被纳入实现毛泽东打碎既有国家机器、官僚体系的整体目标的一部分。
整理黑材料、打压群众运动的内幕被揭发了出来。西南局（书记李井泉）安排各校工作组在各校师生中搞左中右分类排队、整材料。写揭发当权派大字报的师生被排在右边。每五天排一次队，向上汇报一次。大学组下设的联络、情报、宣传、研究等组专门负责搜集（公安厅经手）赴京告状学生动态（组织名称、人员、名单、家庭历史、本人政治面貌、观点）。从1966年6月到12月，公安厅搞了五百多份黑材料，大专院校联络总站（前身就是省文革小组大学组）搞了上千份黑材料和简报，外地学生接待站搞了一百二十多份简报（涉及到30%以上的运动参与者）。
围绕黑材料的销毁和保存，展开了一场激烈的争夺战：造反组织对官僚不仅有和平的谈判协商（通常在领导人与群众组织代表之间），也包括比较激烈的形式，如请愿、绝食、包围和占领政府办公场所，直至有大规模人群参与的抢夺和肉搏战。在领导人一方面，面对群众要不到就“抢”的策略，采取了各种各样“藏”的对策。藏的地点，通常是本单位的机要部门、保卫部门，甚至转移到公、检、法、军队机关等具有特殊法律地位的单位。1966年12月“浙江省红色造反联络站”等组织一千多名造反派在“首都三司驻杭联络站”策划支持下，以追查省委存放在省军区的黑材料和揪省委书记陈伟达为目标，发生冲击杭州市浙江省军区大院事件。作为当地造反派的跨行业联合行动，二十多天后继发更大规模的第二次冲击军区，导致了持续半个月之久的军民对峙危机，震动全国和中央高层核心。
造反派群众夺取了黑材料之后，出于报复或追查到底的心理，又将黑名单之类公布于众，引发新的矛盾冲突（导致后来一烧了之政策的出台）。文革后曾对这类材料进行过清理，或退还本人，或当面销毁。